# Конвой PQ 16
Конвой PQ 16 (англ. Convoy PQ 16) — арктичний конвой транспортних і допоміжних суден у кількості 35 одиниць, який у супроводженні союзних кораблів ескорту прямував від берегів Ісландії до радянських портів Мурманськ та Архангельськ. 21 травня 1942 року конвой вийшов з ісландської затоки Хваль-фіорд та прибув до Мурманська 30 травня і до Архангельська 1 червня відповідно. Під час переходу морем унаслідок атак німецьких Люфтваффе та Крігсмаріне було потоплено 8 транспортів (6 суден затопили бомбардувальники He 111 та Ju 88 бомбардувальних ескадр I./KG 26 і KG 30, одне судно затонуло внаслідок атаки U-703 і одне судно затонуло в результаті підриву на міні).

## Історія конвою
21 травня 1942 року конвой PQ 16, що складався з 35 торговельних суден: 21 американського, 4 радянських, 8 британських, 1 голландського та одного з панамською реєстрацією, вийшов з ісландської затоки Хваль-фіорд у супроводженні кораблів ближнього ескорту. Конвой очолював комодор Н. Гейл на судні Ocean Voice. Ближній супровід очолював есмінець «Ашанті» і складався з есмінців «Галанд», «Волонтір», «Акейтіз» та «Мартін», допоміжного корабля ППО «Аланбенк», чотирьох корветів класу «Флавер», одного тральщика і чотирьох траулерів. Конвой також дистанційно підтримували дві групи підтримки: крейсерські сили прикриття на чолі з контрадміралом Гарольдом Барроу на крейсері «Найджерія», до складу якого входять крейсери «Кент», «Ліверпуль», «Норфолк» і есмінці «Онслоу», «Марна» та «Орібі», а також Сили далекого прикриття конвою з лінкорами «Дюк оф Йорк» і «Вашингтон», авіаносцем «Вікторіос», крейсерами «Лондон» та «Вічита» і 13 есмінцями.
25 травня PQ 16 зустрів свій крейсерський ескорт, але о 6:00 ранку його помітив розвідувальний літак Fw 200 «Кондор», який розпочав відстеження транспортного конвою. З вечора того ж дня Люфтваффе розпочали атаки, які тривали протягом наступних п'яти днів, поки конвой не увійшов у зону прикриття радянськими винищувачами. Одне судно було пошкоджене і змушене повернулося під супроводом до вихідного порту. 26 травня всі повітряні атаки відбивалися, але американський суховантаж Syros був торпедований U-703 і затонув.
З 27 травня повітряні атаки наростали і німцям вдалося прорвати протиповітряну оборону похідного ордера; три судна були потоплені, ще одне пошкоджено близько середини дня. У середині дня ще одне затонуло внаслідок атак німецьких торпедоносців та одне пошкоджено. Ввечері німецькі пілоти затопили ще два судна та одне пошкодили. 28 травня на посилення конвою підійшла Східна місцева група ескорту — три радянські есмінці та чотири тральщики. Їхня додаткова вогнева міць дозволила відбити всі подальші повітряні атаки. 29 травня конвой розділився, шість суден по прямували до Архангельська, а решта вирушила до порту Мурманська.

## Кораблі та судна конвою PQ 16

### Транспортні судна
Позначення
| Назва                     | Прапор          | Тоннаж (GRT) | Прим. |
| ------------------------- | --------------- | ------------ | --- |
| Alamar (1916)             | США             | 5 689        | 27 травня 1942 року потоплено літаком Люфтваффе                                                             |
| Alcoa Banner (1919)       | США             | 5 035        | |
| American Press (1920)     | США             | 5 131        | |
| American Robin (1919)     | США             | 5 172        | |
| «Аркос» (1918)            | СРСР            | 2 343        | |
| Atlantic (1939)           | Велика Британія | 5 414        | |
| «Блек Рейнджер»           | Велика Британія | 3 417        | Нафтовий танкер                                                                                             |
| Carlton (1920)            | США             | 5 127        | пошкоджений вибухами; витягнутий на буксирі до Ісландії Northern Spray                                      |
| «Чернишевський» (1919)    | СРСР            | 3 588        | |
| City Of Joliet (1920)     | США             | 6 167        | потоплено літаком                                                                                           |
| City Of Omaha (1920)      | США             | 6 124        | |
| SS Empire Baffin (1941)   | Велика Британія | 6 978        | пошкоджений вибухами                                                                                        |
| SS Empire Elgar (1942)    | Велика Британія | 2 847        | докове судно                                                                                                |
| Empire Lawrence (1941)    | Велика Британія | 7 457        | потоплено літаком; мав на борту один Hawker Sea Hurricane                                                   |
| Empire Purcell (1942)     | Велика Британія | 7 049        | потоплено літаком                                                                                           |
| Empire Selwyn (1941)      | Велика Британія | 7 167        | |
| Exterminator (1924)       | Панама          | 6 115        | |
| Heffron (1919)            | США             | 7 611        | |
| Hybert (1920)             | США             | 6 120        | |
| John Randolph (1941)      | США             | 7 191        | |
| Lowther Castle (1937)     | Велика Британія | 5 171        | потоплено німецьким торпедоносцем                                                                           |
| Massmar (1920)            | США             | 5 828        | |
| Mauna Kea (1919)          | США             | 6 064        | |
| Michigan (1920)           | Панама          | 6 419        | |
| Minotaur (1918)           | США             | 4 554        | |
| Mormacsul (1920)          | США             | 5 481        | потоплено літаком                                                                                           |
| Nemaha (1920)             | США             | 6 501        | |
| Ocean Voice (1941)        | Велика Британія | 7 174        | Судно командира конвою Пошкоджено авіабомбами, втім дісталося порту                                         |
| Pieter De Hoogh (1941)    | Нідерланди      | 7 168        | |
| «Революціонер» (1936)     | СРСР            | 2 900        | |
| Richard Henry Lee (1941)  | США             | 7 191        | |
| «Щорс» (1921)             | СРСР            | 3 770        | |
| «Старий більшовик» (1933) | СРСР            | 3 974        | пошкоджений бомбами, втім дістався порту безпечно                                                           |
| Steel Worker (1920)       | США             | 5 685        | дістався порту призначення, але 3 червня 1942 року підірвався на міні в Кольській затоці та затонув         |
| Syros (1920)              | США             | 6 191        | 26 травня 1942 року затоплений U-703 у Норвезькому морі у 200 милях на південний захід від острову Ведмежий |
| West Nilus (1920)         | США             | 5 495        | |

### Кораблі ескорту
| Ближній та океанський ескорти  |                                         |                                                          |                                                                   |
| «Аланбенк»                     | Військово-морські сили Великої Британії | спеціальний допоміжний корабель ППО                      | 23-30 травня, ближній ескорт                                      |
| «Хазард»                       | Військово-морські сили Великої Британії | тральщик типу «Гальсіон»                                 | 21-30 травня, океанський ескорт                                   |
| HMT Lady Madeleine (FY283)     | Військово-морські сили Великої Британії | протичовновий траулер                                    | 21 січня, Західна місцева група ескорту                           |
| HMT St Elstan (FY240)          | Військово-морські сили Великої Британії | протичовновий траулер                                    | 21 січня, Західна місцева група ескорту                           |
| HMT Retriever (FY261)          | Військово-морські сили Великої Британії | протичовновий траулер                                    | 21-26 січня, Західна місцева група ескорту                        |
| HMT Northern Spray (FY129)     | Військово-морські сили Великої Британії | протичовновий траулер                                    | 21-26 січня, Західна місцева група ескорту                        |
| «Акейтіз»                      | Військово-морські сили Великої Британії | ескадрений міноносець типу «A»                           | 23-30 травня, океанський ескорт                                   |
| «Ашанті»                       | Військово-морські сили Великої Британії | ескадрений міноносець типу «Трайбл»                      | 23-30 травня, океанський ескорт старший сил ескорту               |
| «Мартін»                       | Військово-морські сили Великої Британії | ескадрений міноносець типу «M»                           | 23-30 травня, океанський ескорт                                   |
| «Волонтір»                     | Військово-морські сили Великої Британії | ескадрений міноносець «Модифікований Адміралті» типу «W» | 23-30 травня, океанський ескорт                                   |
| «Галанд»                       | Військово-морські сили Польщі           | ескадрений міноносець типу «G»                           | 23-27 травня, океанський ескорт                                   |
| «Ханісакл»                     | Військово-морські сили Великої Британії | корвет типу «Флавер»                                     | 23-30 травня, океанський ескорт                                   |
| «Розелі»                       | ВМС Вільної Франції                     | корвет типу «Флавер»                                     | 23-30 травня, океанський ескорт                                   |
| «Старворт»                     | Військово-морські сили Великої Британії | корвет типу «Флавер»                                     | 23-30 травня, океанський ескорт                                   |
| «Гайдарабад»                   | Військово-морські сили Великої Британії | корвет типу «Флавер»                                     | 23-30 травня, океанський ескорт                                   |
| «Сівулф»                       | Військово-морські сили Великої Британії | підводний човен типу «S»                                 | 23-29 травня, океанський ескорт                                   |
| «Трайдент»                     | Військово-морські сили Великої Британії | підводний човен типу «T»                                 | 23-29 травня, океанський ескорт                                   |
| «Брамбл»                       | Військово-морські сили Великої Британії | тральщик типу «Гальсіон»                                 | 28-30 травня, Східна місцева група ескорту                        |
| «Госсамер»                     | Військово-морські сили Великої Британії | тральщик типу «Гальсіон»                                 | 28-30 травня, Східна місцева група ескорту                        |
| «Леда»                         | Військово-морські сили Великої Британії | тральщик типу «Гальсіон»                                 | 29-30 травня, Східна місцева група ескорту                        |
| «Сігал»                        | Військово-морські сили Великої Британії | тральщик типу «Гальсіон»                                 | 28-30 травня, Східна місцева група ескорту                        |
| «Грозний»                      | Військово-морський флот СРСР            | ескадрений міноносець типу 7                             | 28-30 травня, Східна місцева група ескорту                        |
| «Куйбишев»                     | Військово-морський флот СРСР            | ескадрений міноносець типу «Новик»                       | 28-30 травня, Східна місцева група ескорту                        |
| «Сокрушительний»               | Військово-морський флот СРСР            | ескадрений міноносець типу 7                             | 28-30 травня, Східна місцева група ескорту                        |
| «Ледбарі»                      | Військово-морські сили Великої Британії | ескортний міноносець типу «Хант»                         | 28-30 травня; З'єднання «Q», супроводжував танкер «Блек Рейнджер» |
| Крейсерська група конвою       |                                         |                                                          |                                                                   |
| «Норфолк»                      | Військово-морські сили Великої Британії | важкий крейсер типу «Каунті»                             | 23-26 травня                                                      |
| «Кент»                         | Військово-морські сили Великої Британії | важкий крейсер типу «Каунті»                             | 23-26 травня                                                      |
| «Ліверпуль»                    | Військово-морські сили Великої Британії | легкий крейсер типу «Таун» (1936)                        | 23-26 травня                                                      |
| «Найджерія»                    | Військово-морські сили Великої Британії | легкий крейсер типу «Коронна колонія»                    | 23-26 травня                                                      |
| «Марна»                        | Військово-морські сили Великої Британії | ескадрений міноносець типу «M»                           | 23-26 травня                                                      |
| «Онслоу»                       | Військово-морські сили Великої Британії | лідер ескадрених міноносців типу «O»                     | 23-26 травня                                                      |
| «Орібі»                        | Військово-морські сили Великої Британії | ескадрений міноносець типу «O»                           | 23-26 травня                                                      |
| Сили далекого прикриття конвою |                                         |                                                          |                                                                   |
| «Вікторіос»                    | Військово-морські сили Великої Британії | авіаносець типу «Іластріас»                              | 23-29 травня                                                      |
| «Дюк оф Йорк»                  | Військово-морські сили Великої Британії | лінійний корабель типу «Кінг Джордж V»                   | 23-29 травня                                                      |
| «Вашингтон»                    | Військово-морські сили США              | лінійний корабель типу «Норт Керолайна»                  | 23-29 травня                                                      |
| «Вічита»                       | Військово-морські сили США              | —                                                        | 23-29 травня                                                      |
| «Лондон»                       | Військово-морські сили Великої Британії | важкий крейсер типу «Каунті»                             | 23-29 травня                                                      |
| «Бланкні»                      | Військово-морські сили Великої Британії | ескортний міноносець типу «Хант»                         | 23-29 травня                                                      |
| «Екліпс»                       | Військово-морські сили Великої Британії | ескадрений міноносець типу «E»                           | 23-29 травня                                                      |
| «Фокнор»                       | Військово-морські сили Великої Британії | лідер ескадрених міноносців типу «F»                     | 23-29 травня                                                      |
| «Ф'юрі»                        | Військово-морські сили Великої Британії | ескадрений міноносець типу «F»                           | 23-29 травня                                                      |
| «Ікарус»                       | Військово-морські сили Великої Британії | ескадрений міноносець типу «I»                           | 23-29 травня                                                      |
| «Інтрепід»                     | Військово-морські сили Великої Британії | ескадрений міноносець типу «I»                           | 23-29 травня                                                      |
| «Ламертон»                     | Військово-морські сили Великої Британії | ескортний міноносець типу «Хант»                         | 23-29 травня                                                      |
| «Міддлтон»                     | Військово-морські сили Великої Британії | ескортний міноносець типу «Хант»                         | 23-29 травня                                                      |
| «Вітленд»                      | Військово-морські сили Великої Британії | ескортний міноносець типу «Хант»                         | 23-29 травня                                                      |
| «Мейрант»                      | Військово-морські сили США              | ескадрений міноносець типу «Бенгам»                      | 24-29 травня                                                      |
| «Райнд»                        | Військово-морські сили США              | ескадрений міноносець типу «Бенгам»                      | 24-29 травня                                                      |
| «Рован»                        | Військово-морські сили США              | ескадрений міноносець типу «Бенгам»                      | 24-29 травня                                                      |
| «Вейнрайт»                     | Військово-морські сили США              | ескадрений міноносець типу «Сімс»                        | 24-29 травня                                                      |